# Margareta Westlund
Brita Margareta Westlund, född 12 juni 1943 i Karlskoga, död 14 maj 2003 i Uppsala var amatörastronom, fotograf och meteorolog. Redan som 16-åring var hon mycket intresserad av astronomi, delvis inspirerad av uppsändningen av den sovjetiska satelliten Sputnik 1 1957.
Under sin livstid blev hon känd som en av Sveriges främsta observatörer av variabla stjärnor, som medlem i Svenska astronomiska sällskapet  och Svensk AmatörAstronomisk Förening, i vars tidningar hon också förekom som skribent.
9362 av hennes observationer från mellan 1961 och 2001 finns dokumenterade i den svenska databasen Svenska variabelobservationer  och internationella databaser. Hon observerade även många solförmörkelser. Som astrofotograf lämnade hon efter sig ett omfattande bildarkiv.
År 2006 inrättades Margareta Westlundpriset som "tilldelas en svensk amatörastronom för betydande bidrag till den observationella astronomin".